# Vrbětín
Vrbětín (Duits: Werbietin) is een Tsjechische plaats in de gemeente Postupice, regio Midden-Bohemen, en maakt deel uit van het district Benešov. Het dorp ligt op 5,5 kilometer afstand van Postupice.
Vrbětín telt 6 inwoners (2021).

## Geschiedenis
De eerste schriftelijke vermelding van het dorp dateert van 1389.
Sinds 1960 is Vrbětín volledig ondergebracht bij het district Benešov.

## Verkeer en vervoer

### Autowegen
Er leidt een regionale weg naar het dorp.

### Spoorlijnen
Er is geen station in Vrbětín. Het dichtbijzijnde station is in Postupice, meer bepaald in Lísek, op zo'n 8,5 kilometer afstand. Dat station ligt aan spoorlijn 222 Benešov - Vlašim - Trhový Štěpánov. De lijn is enkelsporig en werd tussen Benešov en Vlašim in 1895 geopend.

### Buslijnen
Er is geen bushalte in het dorp. De dichtstbijzijnde bushalte is in Miroslav, op zo'n 800 meter afstand:
| Halte               | Lijn(en) | Traject(en)      | Vervoerder(s) |
| ------------------- | -------- | ---------------- | ------------- |
| Postupice, Miroslav | 758      | Benešov - Vlašim | CŠAD Benešov  |